# Cobalt(II,III) oxide
Cobalt(II,III) oxide là một hợp chất vô cơ với công thức hóa học Co3O4. Đây là một trong hai loại oxide cobalt có đặc tính tốt. Đôi khi hợp chất này được viết dưới dạng CoIICoIII2O4 và đôi khi là CoO·Co2O3.

## Độc tính
Có các nguy hiểm tiềm tàng khi sử dụng hợp chất này, đó là các khả năng gây nguy hiểm như: Hít phải, dính vào da và mắt. Triệu chứng ban đầu của việc ảnh hưởng đến sức khỏe là các triệu chứng dị ứng, ở một số người nhạy cảm.
Các hợp chất cobalt khi tiếp xúc trực tiếp qua đường thở hoặc với da gây ra dị ứng ở một số lượng nhỏ những người nhạy cảm. Nguy hiểm hơn, nó có thể dẫn đến cách triệu chứng giống bệnh suyễn hoặc viêm da dị ứng. Nếu liên tục bị phơi nhiễm qua đường hô hấp, gây nguy cơ gây kích ứng hô hấp, giảm chức năng phổi, thở khò khè, hen suyễn, viêm phổi và xơ hóa. Một số bằng chứng trên động vật có phản ứng gây ung thư.

## Bảo quản
Thận trọng xử lý bằng một quy trình khép kín, hạn chế tạo ra bụi. Trường hợp đã có khói bụi, nhanh chóng cung cấp gió vào nơi sử dụng hóa chất.
Với những nguy hiểm trong phần độc tính đã nêu, cần tránh hít bụi hoặc khói, tiếp xúc với da và mắt. Người sử dụng cũng nên vệ sinh sạch sẽ cách cẩn thận trước khi ăn hoặc hút thuốc.
Điều kiện bảo quản an toàn: Lưu trữ ở nơi khô mát. Lưu trữ vật liệu, trong các thùng chứa dán nhãn hóa chất được đóng kín niêm phong. Để hóa chất tránh xa nơi có độ ẩm cao. Không lưu trữ cùng với chất oxy hóa.